# La Cargolada
La Cargolada va ser una publicació humorística en català editada a Igualada l'any 1916.
Portava el subtítol Periòdic agre-salat i també Desenal dedicat a Igualada. La redacció i l'administració era a la Llibreria Gassó, al carrer de Sant Magí, núm. 3. S'imprimia al taller de Gibert i Vives, al carrer Nou de Sant Francesc, núm. 22 de Barcelona. Tenia vuit pàgines, a dues columnes, amb un format de 27 x 17 cm. Va sortir el 23 d'abril de 1916 i va ser un número únic.
Era un periòdic humorístic redactat sembla pel mateix grup de persones que havien publicat Jovent, des de 1910. Hi havia cançons, refranys, acudits i comentaris satírics sobre els polítics igualadins.
En l'article del primer número titulat “A què venim” deien Sens ganes de perjudicar ni insultar a ningú, volem fer brometa sana pel cos i saludable per l'esprit”.

## Localització
- Biblioteca Central d'Igualada. Plaça de Cal Font. Igualada.